# Hubert Selby Jr.
Hubert Selby Jr., född 23 juli 1928 i Brooklyn, död 26 april 2004, var en amerikansk författare. Hans kanske mest berömda bok är Slutstation Brooklyn (Last Exit to Brooklyn)  från 1964. Romanen Requiem for a Dream filmatiserades år 2000 av regissören Darren Aronofsky.